# Koninklijke vrouwe
Koninklijke vrouwe (hmt-nisw) was een van de eerste koninklijke titels die in het oude Egypte werden verleend aan vertegenwoordigsters van de vrouwelijke zijde van het faraoschap, om hen aldus te onderscheiden en hun aanzien te laten gelden. Het werd algauw een algemene titel die door meerdere dames van het hof tegelijk kon worden gedragen.

## Historie
Deze titel wordt als eerste bij koningin Meresankh I, de moeder van Snofroe geattesteerd in de 3e dynastie van Egypte. Op inscripties die onder de 4e dynastie van Egypte worden gedateerd staat koningin Nimaathapi met terugwerkende kracht vermeld met deze titel.
De titel bleef in gebruik tot in de 6e dynastie van Egypte, vervolgens dook hij opnieuw op van de 11e tot de 13e, en van de 17e tot de 20e.
Koninklijke vrouwe, zijn geliefde (hmt-nisw meryt.f) kwam als onderscheiding op in de 4e dynastie van Egypte bij koningin Meritites I en bijna al haar opvolgsters en bleef tot in de 6e vrijwel algemeen en ook in de 11e en de 12e. In de 18e dynastie van Egypte, met haar nostalgie naar de oudste tradities, kwam deze titel tijdelijk weer in voege.
In tegenstelling tot de opperkoningin met de titel grote koninklijke vrouwe bleven latere draagsters van de titel koninklijke vrouwe enigszins op de achtergrond in die latere dynastieën. Bij openbare processies waren bijvoorbeeld niet zij aan de zijde van de farao te zien, want daar liep de hofdame die zich met de hoogste titel onderscheidde.
Men is er altijd van uitgegaan dat de troonopvolging in het oude Egypte langs de koninklijke vrouwen verliep. Deze erfdochtertheorie wordt sinds de jaren tachtig aangevochten. Men neemt nu aan dat vanaf een bepaald moment de troon naar de oudste zoon van de mannelijke farao ging. Daarom was de moeder van een erfgenaam ook niet altijd de grote koninklijke vrouwe.